# Какаду (национален парк)
„Какаду“ (на английски: Kakadu National Park) е национален парк в Северната територия на Австралия.
Разположен на 200 километра източно от Дарвин, той е основан на 5 април 1979 година и заема площ от 19 804 квадратни километра. Паркът е археологически и антропологичен резерват, включващ множество пещерни рисунки, скални фигури и други археологически обекти, свързани с аборигените, обитаващи областта през последните 40 хиляди години, от палеолита до наши дни. Освен това той обхваща разнородни екосистеми, от приливни плажове и заливни равнини до плата, с голямо разнообразие от растителни и животински видове.
През 1981 година Националният парк „Какаду“ е включен в Списъка на световното наследство на ЮНЕСКО.